# Arquivo Histórico (1889)
Archivo historico : narrativa da fundação das cidades e villas do reino, seus brazões d'armas, etc. teve início em Lisboa, em setembro de 1889, e prolongou-se até ao fim de 1890. Virado para o passado, tal como sugere o subtítulo, a sua oferta consistia no retrato do Portugal “genuíno”, apresentando 104 vilas e cidades (ao longo dos seus 15 meses de edição) e o contributo das mesmas na dignificação e exaltação da pátria. Para tal, evocam-se episódios, personalidades e curiosidades diversas a par com  certos factos históricos, património, lendas, características naturais etc., glorificando o passado e mostrando-se otimistas quanto ao futuro. O seu intuito era estar ao alcance de todo o público, incluindo o mais popular, tratando-se portanto de uma “obra de divulgação da história, sem pretensões eruditas”. Ligados à construção do Arquivo Histórico estão os nomes de Aniceto José Rodrigues,  seu editor, J. Garcia de Lima, António Guedes, e a escritora republicana Angelina Vidal. Salienta-se, por fim, que não aparece assumido um responsável pela publicação e a maioria dos textos não eram assinados.